# Chapelle Saint-André de Mitroys
La chapelle Saint-André de Mitroys est chapelle chrétienne dans la commune de Saint-Montan en Ardèche.

## Historique
La chapelle Saint-André de Mitroys est un monument historique classé le 21 mars 1910.